# NGC 6351
NGC 6351 (również PGC 60063) – galaktyka soczewkowata znajdująca się w gwiazdozbiorze Herkulesa. Odkrył ją Édouard Jean-Marie Stephan 15 lipca 1879 roku. Jest w trakcie kolizji z mniejszą galaktyką SDSS J171911.7+360340. Niektóre źródła obie te galaktyki traktują jako obiekt NGC 6351.